# Anevrina
Anevrina is een geslacht van insecten uit de familie van de Bochelvliegen (Phoridae), die tot de orde tweevleugeligen (Diptera) behoort.

## Soorten
- A. curvinervis (Becker, 1901)
- A. kozaneki Brown, 1995
- A. luggeri (Aldrich, 1892)
- A. macateei (Malloch, 1913)
- A. olympiae (Aldrich, 1903)
- A. setigera (Loew, 1874)
- A. thoracica (Meigen, 1804)
- A. unispinosa (Zetterstedt, 1860)
- A. urbana (Meigen, 1830)
- A. variabilis (Brues, 1908)